# Silent Bird
Silent Bird je EP slovenske alternativne rock skupine Nikki Louder, izdan 13. marca 2008 pri Založbi Radia Študent. Danes ni več v prodaji.

## Seznam pesmi
Vse pesmi je napisala skupina Nikki Louder.
1. »Second« – 4:35
2. »Another Bomb Went Off« – 4:09
3. »We Were Thrown to the Stars for a Moment« – 4:07
4. »I Ain't Coming Home No More« – 3:33
5. »Purpose Unknown« – 4:50

## Zasedba

### Nikki Louder
- Blaž Sever — vokal, kitara
- Peter Cerar — bas kitara, sintesajzer
- Luka Cerar — bobni